# Commiphora glaucescens
Commiphora glaucescens (Engels: Blue-leaved corkwood) is een soort uit de familie Burseraceae. Het is een struik met verschillende stammen die 1 tot 2 meter hoog kan worden. Soms wordt het een kleine boom die tot 8 meter hoog kan worden. De stam vertakt dan van onderaf.
De soort staat op de Rode Lijst van de IUCN geklasseerd als 'niet bedreigd'.
De soort komt voor in Noord- en Centraal-Namibië en Zuid-Angola. Hij groeit daar in droge gebieden met struikgewas.
Van het hout worden huishoudelijke gebruiksvoorwerpen gemaakt.
... 
C. africana · 
C. caudata · 
C. gileadensis · 
C.  guidottii · 
C. kataf · 
C. myrrha · 
C. simplicifolia · 
C. wightii · 
C. wildii
...